# Agustín de Betancourt
Agustín de Betancourt y Molina (también figura como Bethencourt; Puerto de la Cruz, Tenerife, 1 de febrero de 1758-San Petersburgo, 14 de julio de 1824) fue un ingeniero civil y militar español,  arquitecto, ensayista, precursor de la radio, telegrafía y la termodinámica, que trabajó para el Reino de España y el Imperio ruso. 
Su trabajo varió desde las máquinas de vapor y los globos aerostáticos hasta la ingeniería estructural y el planeamiento urbanístico. Betancourt fundó y dirigió la Escuela de Ingenieros de Caminos y Canales en 1802, la actual Escuela Técnica Superior de Ingenieros de Caminos, Canales y Puertos y fue nombrado inspector del Instituto del Cuerpo de Ingenieros de Comunicaciones en San Petersburgo. Como arquitecto supervisó los planos urbanísticos y la construcción en San Petersburgo, Kronstadt, Nizni Nóvgorod y en otras ciudades rusas, y además fue un organizador del sistema de transporte del Imperio ruso.
Era políglota: hablaba español, latín, francés, ruso, alemán e inglés.

## Biografía
Nació el 1 de febrero de 1758 en el Puerto de la Cruz, en las Islas Canarias. Su nombre completo era Agustín José Pedro del Carmen Domingo de Candelaria de Betancourt y Molina. Su padre, Agustín de Betancourt y Castro, mayorazgo de su casa, caballero de la Orden de Calatrava y teniente coronel de los Reales Ejércitos, había contraído matrimonio en 1755 en La Orotava con Leonor de Molina y Briones, hija de los marqueses de Villafuerte, nacida en Garachico. Su bisabuelo fue Marcos Francisco de Bethencourt y Castro, gobernador y capitán general de Venezuela nacido en Icod de los Vinos. Su apellido desciende de Jean IV de Béthencourt, que participó en la conquista de Canarias, aunque éste nunca tuvo descendencia (su apellido siendo heredado por los nativos convertidos por él en Lanzarote y Fuerteventura). Su padre fue educado en los negocios de la maquinaria textil y era un asiduo participante en la Tertulia de Nava y miembro fundador de la Real Sociedad Económica de Amigos del País de Tenerife en La Laguna. 
Precisamente en la recién creada Sociedad presentó en 1778 su primer diseño, una máquina epicilíndrica para el hilado de la seda, realizada en colaboración con su padre Agustín de Betancourt y Castro y su hermana María de Betancourt y Molina, de la que parece había surgido la idea. María de Betancourt presentaría también a la Sociedad Económica de la Laguna una Memoria sobre la forma de obtener el color carmesí, muy probablemente la primera memoria científica firmada por una mujer en Canarias.
Con esta invención, se dio a conocer y el mismo año el gobierno ilustrado de Carlos III le concedió una ayuda para ampliar sus estudios en la capital del Reino, Madrid. Ingresó en los Reales Estudios de San Isidro y en la Real Academia de San Fernando. Sus primeros encargos para el Conde de Floridablanca en 1783 son la inspección del Canal Imperial de Aragón y el estudio de las minas de Almadén, sobre cuyo estado redactó tres detalladas memorias; en este mismo año y ante la Corte Real elevó, por primera vez en España, un globo aerostático en la casa de campo del Infante don Gabriel. Asistiendo el propio rey, y los infantes grandes de España, ministros y otras personalidades. El globo tenía dos metros de diámetro aproximadamente y estaba realizado en tafetán barnizado.
En 1784 viajó a París a la prestigiosa École nationale des ponts et chaussées (Escuela Nacional de Puentes y Carreteras). A partir de 1785 llevó a cabo numerosas investigaciones técnicas (Memoria sobre la purificación del carbón piedra, etc.) y comenzó a realizar estudios sobre hidráulica y mecánica y a diseñar y adquirir máquinas por encargo de Floridablanca con vistas a la futura creación en Madrid de un Real Gabinete de Máquinas.
Agustín de Betancourt, junto con otras personalidades insignes, fue promotor del nacimiento en 1802 de la primera Escuela de Caminos de España en Madrid para formar especialistas en ingeniería civil.

### Viajes a Francia e Inglaterra
En el otoño de 1788 hizo su primer viaje a Inglaterra, donde permaneció dos meses observando máquinas, a mitad de camino entre la investigación científica y el espionaje industrial. Entre otros lugares, visitó la empresa de Matthew Boulton y James Watt, que en 1789 habían patentado la máquina de vapor doble efecto, pero no consiguió ver la nueva máquina perfeccionada en que estaban trabajando. Sin embargo, en Londres observó una máquina de doble efecto funcionando en una fábrica de harinas y un nuevo modelo de telar mecánico (probablemente el de Cartwright). A su regreso a París, en 1792 escribió para la Academia de Ciencias de París una Memoria sobre una máquina de vapor de doble efecto y, al mismo tiempo, diseñó una bomba que se instaló en la recién construida fábrica de harinas de los hermanos Perier. Poco después, diseñó un modelo de telar mecánico.

El mismo año construyó una máquina eólica para desaguar terrenos pantanosos, que incorporó junto con el telar a la colección de máquinas con destino al futuro Gabinete. También se encargó del diseño o la adquisición de los instrumentos para la expedición de Malaspina. En 1795 presentó a la Academia de Ciencias de París la Memoria sobre la fuerza expansiva del vapor de agua (tal vez no sea casual que en esas mismas fechas Watt escribiera a Boulton aconsejándole desconfiar de los visitantes extranjeros). El año siguiente, 1797, escribió su estudio sobre la manera de fundir y barrenar cañones de hierro (la Descripción del Real establecimiento de Madrid donde se funden y barrenan los cañones de hierro para la Marina Real Francesa, en la que propone diversas mejoras a los métodos empleados) y la Memoria sobre la draga mecánica, cuya construcción intentó llevar a cabo en España, aunque sin resultado, y que construyó finalmente en Kronstadt en 1812. Declarada la guerra entre Inglaterra y España, regresó a Madrid con la colección de máquinas, al mismo tiempo que otros pensionados como Claudio Boutelou.

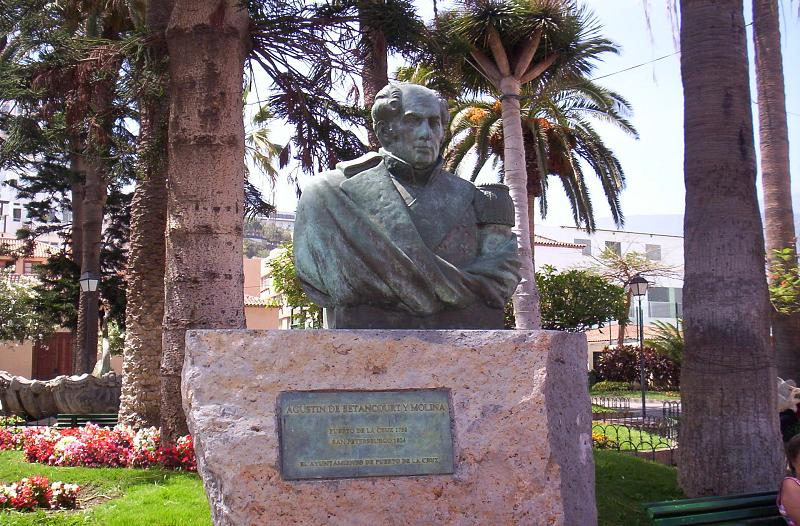
Estatua de Betancourt en el Puerto de la Cruz.

En 1792 se inauguró el Real Gabinete de Máquinas, del que fue nombrado director, y se hizo público el primer Catálogo de modelos, planos y manuscritos del Gabinete que incluía 270 máquinas, 358 planos y más de 100 memorias con 92 gráficos, todos los cuales había recogido o diseñado durante su estancia en París, en colaboración con Juan López Peñalver. En 1793 viajó a Inglaterra, donde permaneció tres años investigando sobre teorías de las máquinas y donde presentó en 1795 el diseño de una máquina de cortar hierba en ríos y canales. En 1796, ante la ruptura de relaciones entre España e Inglaterra como consecuencia de la firma del tratado de San Ildefonso entre Francia y España, se trasladó a París. Allí, junto con Breguet presentó al Directorio el prototipo y los planos de un telégrafo óptico (la Memoria sobre un nuevo telégrafo y algunas ideas sobre la lengua telegráfica), en el que venían trabajando desde 1787, y comenzó la polémica con Claude Chappe acerca de las ventajas e inconvenientes del telégrafo de Breguet y Betancourt, polémica que no se resolverá hasta el definitivo informe favorable de la Academia de Ciencias en 1796. En 1797 patentó junto con Perier una prensa hidráulica para uso industrial y la incorporó al Gabinete de Máquinas (como en el caso de la máquina de doble efecto y el telar mecánico; esta prensa era muy parecida a otra inventada por Joseph Bramah que Betancourt había visto en Inglaterra).

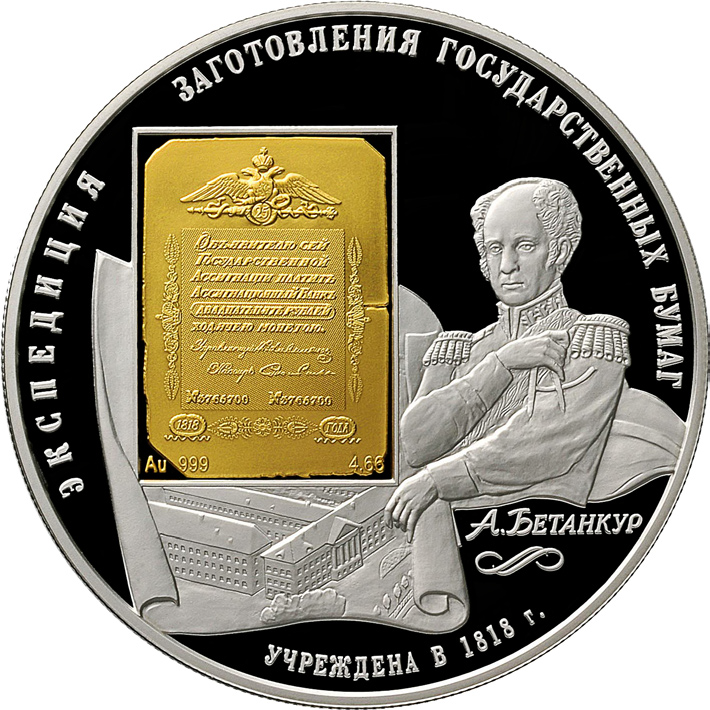
Moneda conmemorativa rusa.

Este mismo año regresó a España, donde fue nombrado inspector general de Puertos y Caminos. 
En 1798, se le encomendó la instalación de un telégrafo óptico entre Madrid y Cádiz y la organización en España de un cuerpo de ingenieros ferroviarios.  Un año después inauguró la primera línea española de telegrafía óptica entre Madrid y Aranjuez, aunque tenía el proyecto de continuarla hasta Cádiz; la línea Madrid-Aranjuez estaba compuesta por cuatro puestos telegráficos: Palacio del Buen Retiro, ermita de los Ángeles (Getafe), cerro Espartinas (Valdemoro) y monte Parnaso de Aranjuez. Hay varios testimonios escritos de la época sobre estos telégrafos ópticos de los que no han quedado otros rastros (Salvá, Bourgoing, Pictet-Mallet, Moratín, Wilhelm von Humboldt...). En Aranjuez se conservan dos testimonios importantes sobre el monte Parnaso (de Juan Antonio Álvarez de Quindós, en 1804, y de Cándido López y Malta, en 1869).
En 1800, fue nombrado inspector general del cuerpo de ingenieros ferroviarios y miembro del consejo de administración financiera, y en 1803, se convirtió en intendente de los ejércitos y director principal de los puestos. 
En 1802, tras la rotura del Pantano de Puentes (Lorca, Murcia), que causó la muerte de 608 personas o más,  consiguió que se creara la Escuela Oficial del Cuerpo de Ingenieros de Caminos, de la que fue el primer director. 
En 1807, Betancourt fue nombrado corresponsal de la Academia de Ciencias de París. Poco después, con motivo de las revueltas y el estado de incertidumbre con la invasión de las tropas francesas de Napoleón en España - que daría origen a la Guerra de la Independencia- abandona definitivamente el país al cual ya no volvería nunca. Se trasladó a París, donde presentó a la Academia de Ciencias su Memoria sobre un nuevo sistema de navegación interior, en la cual describió una esclusa de émbolo que había inventado en 1801, e inventó con Breguet el termómetro metálico.

### Época rusa y sus últimos años

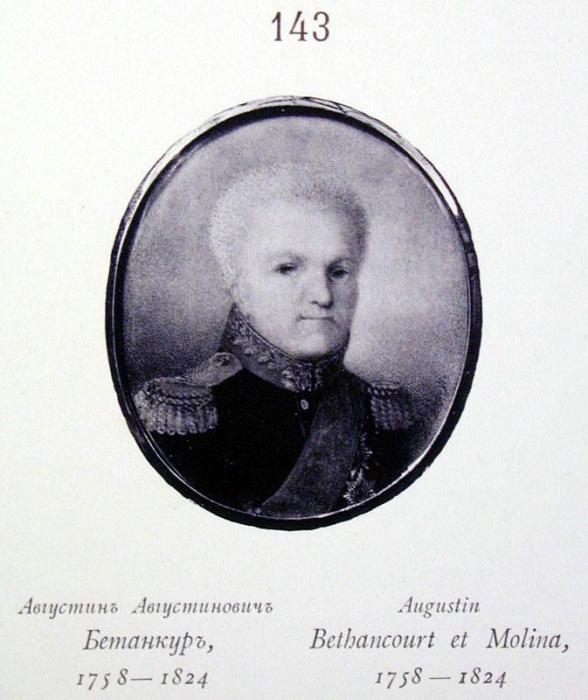
Retrato de Betancourt recogido en la edición de Nicolás Mijáilovich Románov (volumen 4).

A finales de 1807 viaja a San Petersburgo invitado por el zar Alejandro I de Rusia y permanece allí durante seis meses hasta 1808, cuando regresa a París. Allí presenta junto con el ingeniero afrancesado José Lanz la obra: Ensayo sobre la composición de las máquinas (publicado con el título Essai sur la composition des machines), que habían estado escribiendo desde 1803. Se convirtió en un libro de texto de gran difusión en toda Europa. Después retornó a Rusia, donde permanecería hasta su muerte al servicio del zar Alejandro I.

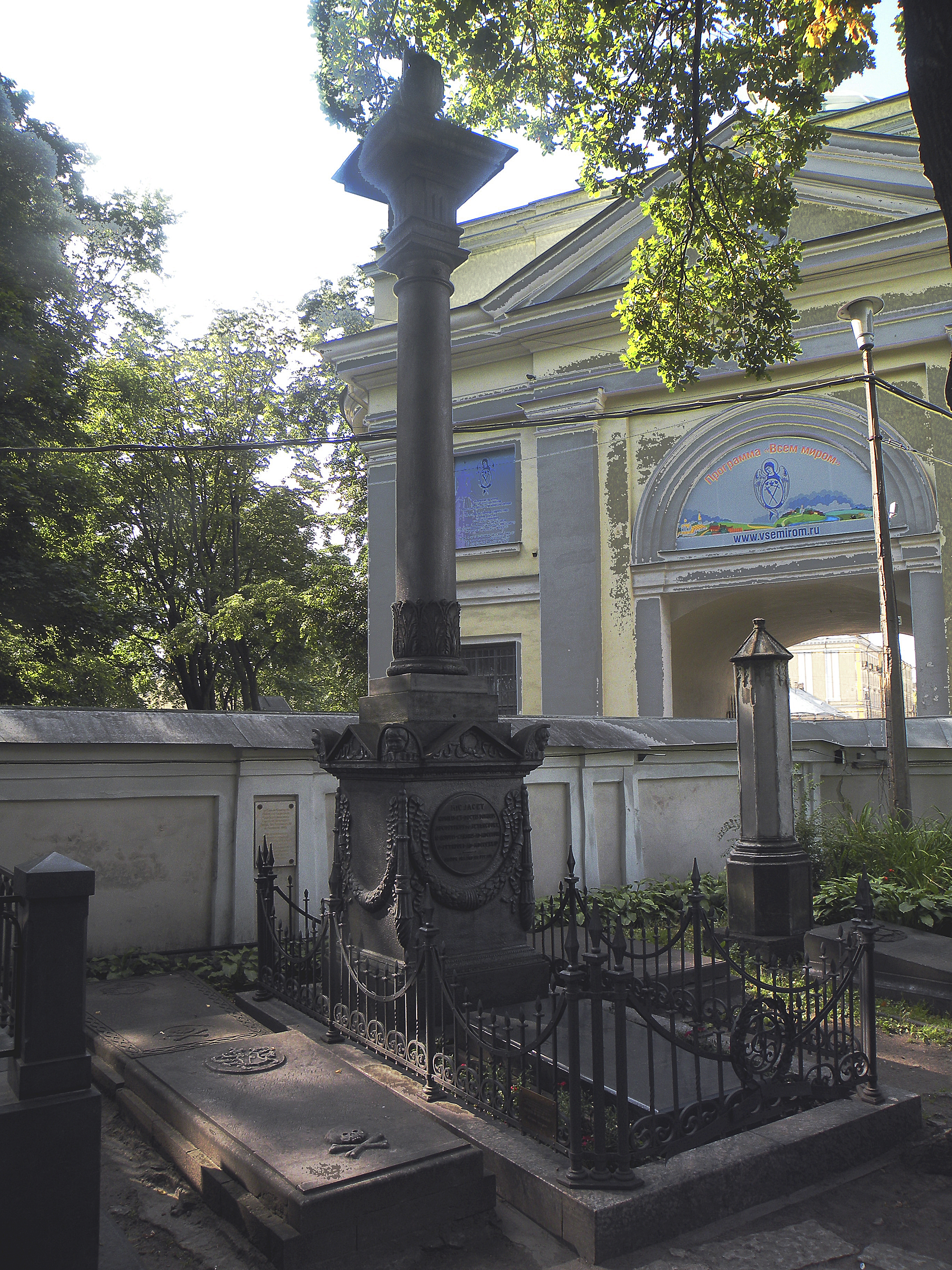
Tumba de Agustín de Betancourt en cementerio Lázarevskoie del Monasterio de Alejandro Nevski en San Petersburgo.

Nombrado mariscal del Ejército Imperial Ruso, quedó adscrito al Consejo Asesor del Departamento de Vías de Comunicación. Posteriormente fue nombrado inspector del Instituto del Cuerpo de Ingenieros y, en 1819, director del Departamento de Vías de Comunicación. 
A lo largo de los dieciséis años de su estancia en Rusia alternó la dirección académica del Instituto de Ingenieros con numerosas obras públicas, como el puente sobre el Málaya Nevka, la modernización de la fábrica de armas de Tula o la fábrica de cañones de Kazán, la draga de Kronstadt, los andamiajes para la Catedral de San Isaac o la Columna de Alejandro I, el canal Betancourt de San Petersburgo, la Catedral de la Transfiguración de Nizni Nóvgorod, la fábrica de papel moneda, el picadero de Moscú, la navegación a vapor en el río Volga, sistemas de abastecimiento de aguas, ferrocarriles, etc.
A partir de 1822 comenzó a tener problemas con el zar y fue sustituido en la dirección del Instituto, quedando relegado hasta su muerte en San Petersburgo el 14 de julio de 1824, en cuyo cementerio fue enterrado cerca de la tumba del célebre matemático Leonhard Euler (1707-1783).

### Familia
Casó con la inglesa Ana Jourdan alrededor de 1790, con quien procreó tres hijas y un hijo.  En 1859, dos sobrevivían: Alfonso de Béthencourt Jourdan, oficial de la Guardia Imperial rusa, y Ana de Béthencourt Jourdan, parisina y casada; habían ya fallecido su hija la también parisina Mathilde de Béthencourt, mujer del conde de Gardane, y su hija Carolina d'Espejo, fallecida en 1823 y adyacente a cuya tumba fue enterrado Betancourt.  Fue tío de Agustín de Monteverde y Betancourt, gobernador de Mykoláiv en Ucrania, y de su hermano Manuel Monteverde Bethencourt.

## Reconocimientos
Varias ciudades han dedicado los nombre de calles a su nombre: Madrid, Getafe, Móstoles, Aranjuez, Puerto de la Cruz, entre otras. 
El 9 de octubre de 1978, la astrónoma rusa Tamara Smirnova descubre el asteroide (11446) y lo nombra Betankur.

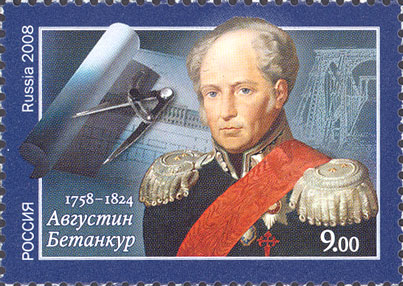
Sello conmemorativo de Rusia en honor a Betancourt de 2008.

En 2008 se emitió en Rusia un sello conmemorativo celebrando los 250 años de su nacimiento.
En 2010 se crea en su homenaje el Foro Agustín de Betancourt, que nace con la intención de estimular el debate sobre temas de interés social, cultural, científico y humanístico en Canarias y realizar publicaciones tomando sus obras como referencia.
En 2014, el Ministerio de Vías de Comunicación de Rusia creó la medalla conmemorativa Betancourt, la cual fue concedida al rey Juan Carlos I de España.
En febrero de 2018, el Ayuntamiento de Puerto de la Cruz lo nombró hijo predilecto. Posteriormente en octubre de ese mismo año, el Cabildo de Tenerife le otorgó a Betancourt el título de hijo ilustre de Tenerife.
El 13 de mayo de 2018 se inaugura en San Petersburgo el puente llamado Agustín de Betancourt.
Desde febrero de 2022, en el Museo Elder de Las Palmas de Gran Canaria se puede visitar la exposición permanente de algunas maquetas de sus inventos, y dos telégrafos ópticos que pueden utilizarse para demostraciones.
Con motivo del bicentenario de su fallecimiento se producen numerosos homenajes y reconocimientos:
- La Sala Recoletos de la Biblioteca Nacional de España acoge una exposición sobre su labor como ingeniero y fundador de la Escuela de Caminos y Canales.
- El 15 de julio de 2024 Correos de España emite un sello, de 2,90 euros, dedicado al bicentenario de su fallecimiento.
- La Asociación de Amigos de Agustín de Betancourt y Molina presenta el cortometraje "Entrevista a Agustín de Betancourt y Molina" y charla sobre su figura histórica.
- En febrero de 2025 la Autoridad Portuaria de Santa Cruz de Tenerife celebra un acto oficial de renombramiento del edificio Puerto-Ciudad como Estación Marítima Agustín de Betancourt, en homenaje a su trascendencia histórica, científica y tecnológica.El edificio se había inaugurado en 1994 con motivo del V Centenario de la ciudad de Santa Cruz de Tenerife a iniciativa del entonces presidente de la Autoridad Portuaria, Pedro Anatael Meneses.